# István Szentpáli Gavallér
István Szentpáli Gavallér (* 26. Juli 1947 in Debrecen) ist ein ungarischer Geiger.

## Leben
István Szentpáli wurde mit fünf Jahren für das Projekt Früh-Förderung musikalisch Hochbegabter an dem Konservatorium in Debrecen ausgewählt und begann mit seinem Geigenstudium bei Gustav Mikulai. Nach dem ungarischen Aufstand 1956 wurde dieses Projekt beendet und er hat in der örtlichen Staatlichen Musikschule die weitere Ausbildung erhalten.
Mit zwölf Jahren erlangte er die Aufnahme am Zoltán Kodály Konservatorium in Debrecen.
Mit 17 Jahren, nach bestandenem Abitur, immatrikulierte István Szentpáli an die Franz Liszt Hochschule für Musik Abteilung Debrecen und setzte seine Ausbildung bei seinem Lehrer Szabó Ernö fort.
Mit 21 Jahren erlangte er sein Geigenlehrerdiplom mit Auszeichnung nach erfolgreichen zwei Staatsexamen.
Seine solistische Ausbildung wurde dann in Deutschland fortgesetzt, zuerst an der Hochschule für Musik und Theater Hannover bei Werner Heutling, anschließend an der Hochschule für Musik Würzburg bei Boris Goldstein. Hier erlangte er sein „Meisterklassendiplom“.
In den Jahren 1968–69 war Gavallér 1. Geiger am Staatlichen Sinfonieorchester Schwerin, 1969–71 Stimmführer der 2. Geigen beim Siegerland-Orchester, 1971–2012 beim Niedersächsischen Staatsorchester zuerst 2. Geiger, dann 1. Geiger, seit 1978 Stimmführer der 2. Geigen.
Daneben war er 5 Jahre Konzertmeister und Solist des Festspielorchesters in Bad Hersfeld, 3 Jahre Konzertmeister und Solist des Bückeburger-Bach-Orchesters, 3 Jahre Dozent an der Hochschule für Musik und Theater Hannover für Orchesterprojekte und 21 Jahre Mitglied des Bayreuther Festspielorchesters. Zudem war Gavallér freier Mitarbeiter beim NDR Sinfonieorchester und bei der NDR Radiophilharmonie Hannover.

## Johann-Strauss-Orchester Hannover
István Szentpáli gründete zum ersten Neujahrskonzert 1993 in der Staatsoper Hannover das Johann-Strauss-Orchester Hannover, mit dem er 14 Mal in Folge die Neujahrskonzerte in der Staatsoper Hannover dirigiert hat. Die Konzerte des Johann-Strauss-Orchesters Hannover werden von István Szentpáli nicht nur dirigiert, er tritt dabei auch als Violinsolist auf. Gastspiele mit dem Niedersächsischen Staatsorchester Hannover führten ihn ins europäische Ausland und in die USA.

## CD-Einspielungen
- Melodien aus der k. u. k. Monarchie
- Impressionen aus der Zeit der k. u. k. Monarchie
- Weihnachtliche Musik aus Hannover
- Rosen aus dem Süden
- Romantisches Chorkonzert